# Nostra sorella Carrie
Nostra sorella Carrie (Sister Carrie) è il primo romanzo dello scrittore statunitense Theodore Dreiser: parla di una giovane di campagna che si trasferisce nella metropoli di Chicago per realizzare il proprio sogno americano. Disposta  a concedere il proprio corpo agli uomini che considera superiori pur di raggiungere l'agognata promozione sociale, diventa poi una grande attrice di musical. Tramite la cruda narrazione del fallimento e della caduta della donna, perduta nel suo tentativo di ascesa sociale in una grande città, ha creato quello che è stato definito il «più grande di tutti i romanzi urbani», influenzando col suo stile gli autori successivi.

## Un libro scandaloso
L'opera fu scritta dall'artista su invito del suo amico editorialista e scrittore, Henry Mills Alden, a partire dal 1899, ed ebbe una gestazione abbastanza tormentata. Il titolo del libro avrebbe dovuto essere The Flesh and Spirit ma venne cambiato in Carrie poco prima della pubblicazione.  L'autore ebbe notevoli difficoltà a trovare un editore per il libro, che venne inizialmente accettato dalla casa editrice Doubleday & McClure Company, la quale, su giudizio della moglie dell'editore che ebbe modo di prenderne visione giudicandolo sordido, decise di rifiutarne la pubblicazione. A seguito di una controversia legale vinta dall'autore del libro, l'8 novembre 1900 uscirono le prime 1008 copie fortemente osteggiate dall'editore, delle quali solo 456 vennero effettivamente vendute.
La pubblicazione fu fatta nei minimi termini, con una edizione scarna e senza alcuna iniziativa pubblicitaria col preciso scopo di boicottarne la diffusione. Tuttavia, lo scrittore Frank Norris, allora collaboratore della società editrice, ne inviò alcune copie a diverse riviste letterarie per promuovere il valore artistico del libro. Per nulla scoraggiato, Dreiser promosse una nuova edizione del libro nel 1907, dando prova di grandi capacità imprenditoriali e di comunicazione. Grazie all'aiuto di amici come l'editorialista e scrittore Henry Louis Mencken, Dreiser aggiunse nella seconda edizione una storia controversa delle sue vicissitudini e la vendette alla casa editrice B.W. Dodge, dopo aver censurato e modificato alcune parti della prima edizione. La versione del 1907 dell'opera è quella che fu sempre ristampata fino a quando, nel 1981, apparve una nuova edizione, dopo un attento studio di importanti critici letterari, che riprende la versione originale del 1900, per i tipi della Pennsylvania Dreiser Edition, nota appunto come Pennsylvania Sister Carrie.
Nel 2013 la Black Balloon Publishing ha pubblicato una nuova edizione annotata da Clementine The Hedgehog, critico letterario di Tumblr.

## Genesi del romanzo
Secondo molti studiosi di critica letteraria le origini dei personaggi di Carrie e di Hurstwood sono da ricercarsi nell'ispirazione di Dreiser dalle vicende reali della più piccola delle sue sorelle, Emma, e del suo compagno L.A. Hopkins, un uomo più anziano di lei e sposato con figli. Così come Carrie anche Emma si trasferì a Chicago in cerca di fortuna e di successo, e aveva intrapreso una relazione extraconiugale con Hopkins, il quale, scoperto dalla moglie proprio grazie ad un investigatore privato, si era impossessato in maniera illecita di una forte somma di denaro con la quale era fuggito in treno con Emma a Montreal. Lo scrittore ebbe modo di far visita ai due nel 1894 dopo che avevano fatto ritorno in patria e si erano stabiliti a New York e la loro relazione sentimentale era ormai alla deriva, con l'uomo in perenne stato di disoccupazione e in cerca di avventure galanti. Decisa a interrompere questa storia Emma chiese esplicitamente a Dreiser di aiutarla a fuggire da Hopkins, cosa che tuttavia riuscì a fare da sola dopo che il fratello, con l'intento di trovare lavoro anche per lei, si era trasferito a Pittsburgh, da dove cercò di aiutare almeno economicamente la sfortunata sorella.

## Trama
Il libro narra la storia di una ragazza di campagna, Caroline Meeber, che stanca della sua vita monotona nel Wisconsin decide di partire per Chicago dove va a vivere insieme a sua sorella Minnie e a suo marito Sven Hanson. Durante il viaggio la ragazza attrae le attenzioni di un commesso viaggiatore, Charles Drouet, dal quale resta affascinata. Giunta a Chicago, per contribuire alle spese d'affitto in casa della sorella, Carrie trova lavoro come operaia in una fabbrica di scarpe. Qui inizia a scontrarsi con le dure condizioni della vita di fabbrica a cui si aggiunge la eccessiva severità con cui sua sorella ed il cognato giudicano la sua propensione per gli svaghi offerti dalla grande metropoli, soprattutto la sua passione per il teatro. Dopo aver perso il lavoro per una malattia, Carrie incontra nuovamente Drouet, deciso a sedurre quella ragazza così ingenua e avvenente, cerca di convincerla a seguirlo e ad abbandonare la casa dei suoi familiari. Sedotta dalle promesse di benessere fatte dal suo corteggiatore, la giovane scrive una lettera d'addio alla sorella e segue Drouet. Quest'ultimo porta Carrie in un grande appartamento, molto diverso dallo squallido ambiente dove viveva con sua sorella, e la colma di un vasto e lussuoso guardaroba. Intento a farle conoscere la vita notturna della città, Drouet porta Carrie in un famoso locale, Hannah and Hogg's, di cui è proprietario George Hurstwood, un uomo di gran fascino e molto sofisticato che si innamora subito della giovane da cui viene ricambiato all'istante. Tra i due nasce subito una relazione che però deve restare segreta perché Hurstwood è sposato con Julia, una donna molto materiale e ossessionata dall'idea di ottenere uno status sociale sempre più alto. 
Un giorno Drouet ha l'occasione di offrire a Carrie la possibilità di recitare alla prima di uno spettacolo teatrale amatoriale, che mette in scena il dramma di Augustin Daly Under The Gaslight. La giovane Carrie accetta di buon grado poiché, all'insaputa di Drouet, è sempre stata attratta dall'idea di recitare ed è anche dotata di un discreto talento. La notte della prima sia Drouet che Hurstwood assistono alla rappresentazione e alla prova di recitazione della ragazza, per la quale rimangono entrambi estasiati. Tuttavia il giorno successivo sarà traumatico per tutti, Carrie infatti, viene a conoscenza del fatto che l'uomo di cui è innamorata è sposato, così come Drouet viene a conoscenza della relazione tra Carrie e Hurstwood, il quale, a sua volta viene smascherato dalla moglie. Sconvolto dalla reazione di Carrie che lo rifiuta e dalle minacce di divorzio della moglie, quest'ultimo, ubriaco, si appropria indebitamente di una forte somma di denaro, approfittando di una situazione favorevole. Con il pretesto di una presunta malattia di Drouet, induce Carrie a salire su un treno diretto in Canada con la reale intenzione di portarla via con lui oltre confine. Una volta giunti a Montréal, l'uomo, pentitosi della sua condotta, ma anche perché rintracciato da un investigatore privato, decide di restituire parte del bottino e promette di sposare Carrie, impegnandosi a fare ritorno negli Stati Uniti, ed i due partono così per New York.
A New York i due sembrano riuscire a costruirsi una nuova vita, fingendosi di essere i coniugi Wheeler. Tuttavia, dopo un iniziale periodo di tranquillità nel quale Hurstwood riprende la sua attività di gestore di un locale grazie al quale riesce a soddisfare i bisogni materiali della ragazza, i due si allontanano sentimentalmente sempre più, fino a quando Carrie non conosce un giovane studente proveniente dall'Indiana, Robert Ames, il quale la convince del valore dell'arte rispetto al denaro.
Pochi anni dopo, Hurstwood si ritrova in ristrettezze economiche a causa della chiusura del locale di cui è gestore, e per questo la situazione già difficile con Carrie, sempre più insoddisfatta ed inquieta, peggiora ulteriormente. Stanca della sua relazione ormai agli sgoccioli, decide di abbandonare Hurstwood e di darsi nuovamente al teatro, diventando una corista. Il talento della ragazza ancora una volta le fa fare una rapida carriera e le fa stringere amicizia con una ragazza della compagnia teatrale, Lola Osborne, che la convince ad andare a vivere con lei. Deciso a riconquistare Carrie, Hurstwood è disposto a tutto pur di guadagnare denaro e diventa un crumiro, ma quest'ultima esperienza gli costerà cara, in quanto sarà il gesto che farà decidere a Carrie di lasciarlo per sempre. Ormai devastato e depresso, l'uomo si lascia andare e diventa presto un senza-tetto, costretto a chiedere l'elemosina per sopravvivere; deciso a non proseguire in questa fase di declino, si suicida. Nel frattempo Carrie, diventata ormai una celebrità dello spettacolo, nonostante abbia raggiunto una posizione di prestigio e la ricchezza materiale, scopre di essere una persona profondamente infelice ed insoddisfatta.

## Al cinema
William Wyler nel 1952 girò la versione cinematografica Gli occhi che non sorrisero (Carrie) con Jennifer Jones. 

## Edizioni italiane
- Nostra Sorella Carrie, traduzione di Gabriele Baldini, Collana I Coralli, Torino, Einaudi, 1951. - Collana Supercoralli, Einaudi, 1963; Collana Gli struzzi n.81, Einaudi, 1975; Euroclub, Milano, 1978.
- Nostra Sorella Carrie, traduzione di Beatrice Boffito Serra, Collana BUR n.1222-1226, Milano, Rizzoli, 1957. - Introduzione di Carlo Pagetti, Collana Classici n.788, BUR, 1990.
- Sister Carrie, traduzione di F. Pece, Collana Biblioteca, Roma, Elliott, 2014, ISBN 978-88-619-2380-5.